# گروننژان
شهر گروننژان  در بخش ان ویل در ایالت زوریخ در کشور سوئیس واقع شده‌است که ۲٬۸۰۰ نفر  جمعیت دارد.